# Farini (Ravenna)
Il quartiere Farini di Ravenna si snoda tra il Parco Teodorico, la Rocca Brancaleone, il complesso di Santa Maria in Porto e il Museo d’Arte della città, i Giardini Pubblici e i viali della Stazione, la Darsena e naturalmente Viale Farini.

## Descrizione
È la porta di ingresso ad est della città, il primo incontro con Ravenna per chi viene in treno o dal mare.
Il quartiere Farini è composto da luoghi di particolare interesse, che restituiscono una lettura urbanistica della storia della città lungo i secoli: il passato romano ed imperiale del Palazzo di Teodorico e di Sant'Apollinare Nuovo, il periodo veneziano della Rocca Brancaleone, l’odierno MAR, infine la Darsena, simbolo dell’antica tensione della città verso il mare. Il tutto punteggiato da artisti, botteghe artigiane, mosaicisti e interventi di street-art del famoso artista di strada Invader (che ha creato ben 40 opere dal 2014 al 2015 per tutta la città di Ravenna fra cui uno finanziato dal comune nei parchi pubblici di Ravenna).

## Il progetto di valorizzazione
Il progetto di valorizzazione si fonda su una lettura partecipata della città e sul coinvolgimento degli abitanti del quartiere per un’appropriazione condivisa di storia, luoghi e bellezza.
L'obiettivo è mettere in contatto mondi e storie diversi – in linea con il cosmopolitismo dell’area – favorendo la contaminazione tra innovazione sociale, sostenibilità e sviluppo locale, coinvolgendo diversi soggetti, nella convinzione che quando un luogo è sentito importante e curato dai suoi abitanti, quello stesso luogo aggiunge valore alla sua storia e soprattutto al suo presente.

## Monumenti e luoghi d'interesse
- Chiesa di San Giovanni Evangelista
- Rocca Brancaleone
- Palazzo di Teodorico
- Monumento dedicato a Luigi Carlo Farini
- Teatro Luigi Rasi
- Museo d'arte della città di Ravenna
- Planetario
- Basilica di Santa Maria in Porto
- Loggetta Lombardesca (All'interno del MAR)
- Basilica di Sant'Apollinare Nuovo
- Giardini Pubblici
- Chiesa di Santo Stefano degli Ulivi
- Porta Serrata
- Porta Nuova
- Chiesa di Santa Barbara
- Palazzo Grossi-Fusconi
- Palazzo Serena-Monghini
- Giardini Speyer (e monumenti)
- Piazza Anita Garibaldi e monumento ai caduti

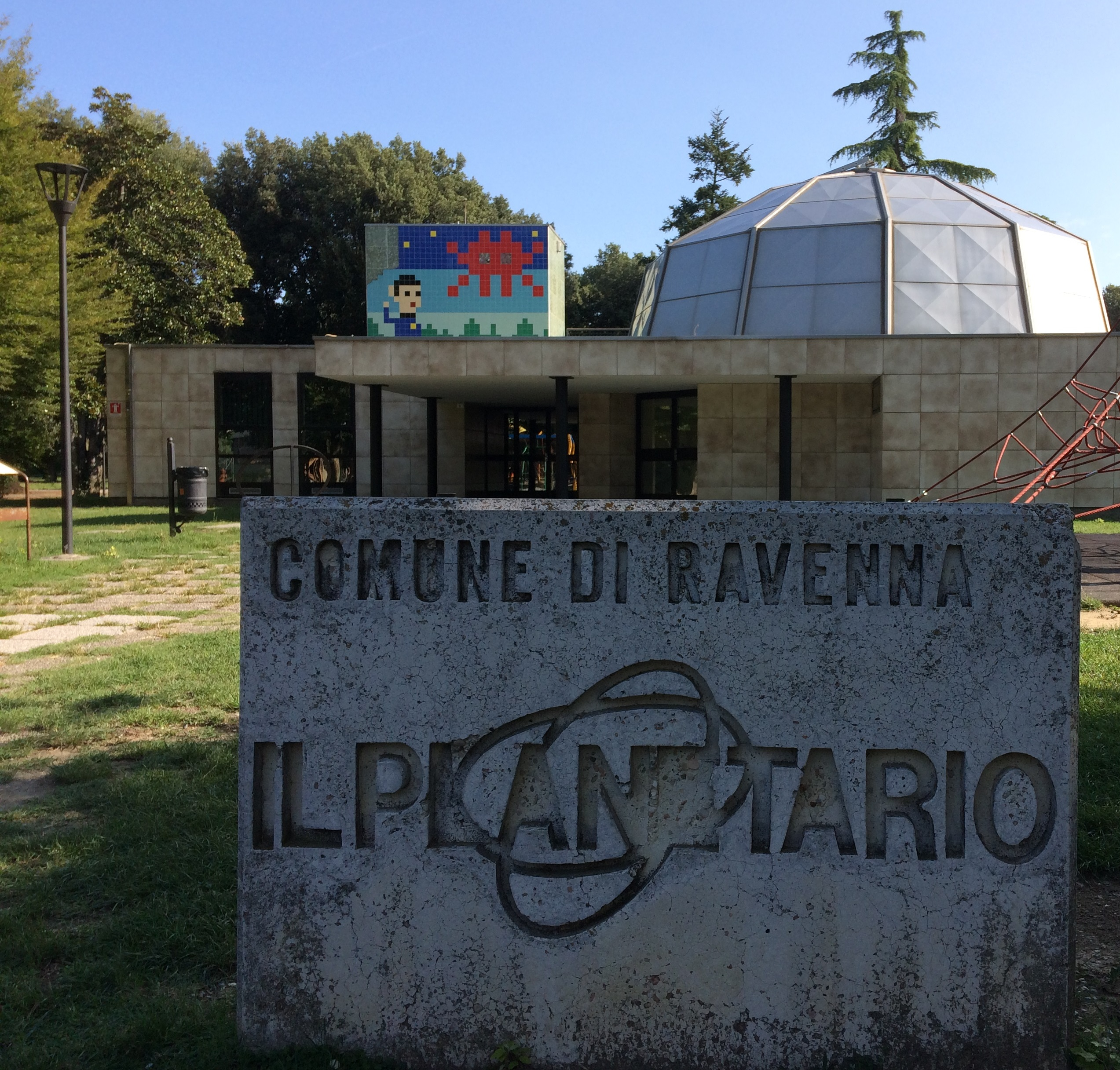
Opera di Invader nei parchi pubblici di Ravenna